# The Arista Years
The Arista Years è un album di raccolta del gruppo musicale statunitense Grateful Dead, pubblicato nel 1996.

## Tracce

### Disco 1
1. Estimated Prophet
2. Passenger
3. Samson and Delilah
4. Terrapin Station [medley]
5. Good Lovin'
6. Shakedown Street
7. Fire on the Mountain
8. I Need a Miracle
9. Alabama Getaway
10. Far from Me
11. Saint of Circumstance
12. Dire Wolf
13. Cassidy
14. Feel Like a Stranger
15. Franklin's Tower

### Disco 2
1. Touch of Grey
2. Hell in a Bucket
3. West L.A. Fadeaway
4. Throwing Stones
5. Black Muddy River
6. Foolish Heart
7. Built to Last
8. Just a Little Light
9. Picasso Moon
10. Standing on the Moon
11. Eyes of the World